# Victor Hadwiger

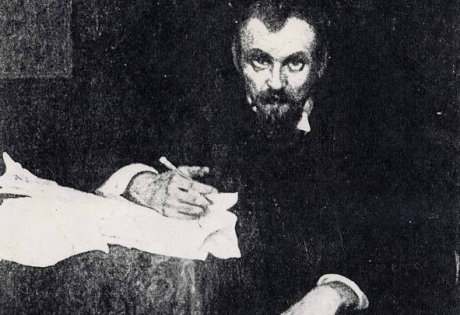
Podobizna spisovatele Victora Hadwigera

Victor Hadwiger (6. prosince 1878 Praha – 4. října 1911 Berlín) byl básník, spisovatel a literární expresionista. Je označován za předchůdce literárního expresionismu.

## Život
Victor Hadwiger se narodil 6. prosince 1878 v Praze. V dětství se často stěhoval, své mládí prožil na mnoha místech rakousko-uherské monarchie. Jeho otec byl totiž lékařem vrchního štábu c. a k. armády, musel tedy často měnit místo svého působení, mimo jiné tak jeden čas žili třeba v Přemyšli, nebo v Košicích. Během středoškolských studií navštěvoval mladý Hadwiger nejprve gymnázium v Kremsmünsteru, následně v Hostinném, v Plzni a nakonec v Kadani, kde roku 1898 úspěšně odmaturoval. Již během gymnaziálních let začal s básnickou tvorbou. Literatura ho tak inspirovala, že se nakonec rozhodl v roce 1899 zapsat na německou Karlo-Ferdinandovu univerzitu v Praze ke studiu literárních dějin a filosofie. Během vysokoškolského studia v Praze byl členem literárního seskupení Jung-Prag, kde se jeho přáteli stali Paul Leppin a Oskar Wiener, později důležití představitelé pozdního pražského romantismu. V té době se také seznámil se spisovatelem Gustavem Meyrinkem, který se stal jedním z jeho nejlepších přátel. Styky udržoval ale také například se spisovatelem a přítelem Franze Kafky Maxem Brodem, hercem Alexandrem Moissim a malířem Richardem Teschnerem.
Victor Hadwiger se se svou vysokou a štíhlou postavou, ostře střiženou kozí bradkou a pověstnými pestrobarevnými kravatami a bizarními klobouky brzy stal známou osobností pražské kavárenské bohémy. Básně, které z velké části napsal již během studia na Gymnáziu v Kadani, vydal pod názvem „Gedichte“ roku 1900 v Lipsku. Během prázdnin v roce 1901 navštívil se svými kolegy z univerzity Paříž. Rok na to mu zemřela matka a krátce na to se rozešel i s otcem, který odmítnul financovat jeho bohémský život. S velkými dluhy opustil Hadwiger univerzitu a s malým stipendiem od „Společnosti pro podporu vědy, umění a literatury“ a doporučeními od svých literárních přátel odešel počátkem roku 1903 do Berlína, kde pracoval jako pomocný redaktor liberálních novin Vossische Zeitung. V rámci těchto novin také publikoval sbírkou lyrických básní „Ich bin“, díky které si získal pozornost berlínských literárních kruhů. Později se živil jako literární kritik, své básně publikoval v různých novinách a časopisech. V rámci společenských aktivit se v Berlíně seznámil se spisovatelem Petrem Hillem nebo publicistou Erichem Mühsamem. Dále žil bohémským životem a to až do sňatku se spisovatelkou Elsou Strauß, který mu vnesl do života určitou stabilitu. Byl stále více proslulý, jeho básně se objevili v prestižních antologiích a časopisech Das Blaubuch, Hyperion a Die Aktion. V roce 1911 vydal novelu Der Empfangstag, vyšli také jeho milostné povídky „Blanche“ a „Des Affen Jogo Liebe und Hochzeit“. Zemřel náhle 4.  října 1911 v Berlíně-Charlottenburgu ve věku dvaatřiceti let. Roku 1912 pak přátelé z jeho pozůstalosti nechali vydat lyrickou sbírku Wenn unter uns ein Wandrer ist a dva realistické romány Abraham Abt (1912, v češtině vyšel až roku 1994 v překladu Vladimíra Lexy a s doslovem Ludvíka Kundery) a Il Pantegan (1919).

## Ukázka z Hadwigerova díla
Báseň „Labutí píseň“ ze sbírky „Gedichte“
Poslední mince jsou tytam,

Zmizel i poslední haléř.

Džbán prázdný je, mysl zkalená,

Prázdný je i můj talíř.

Břímě života i jeho hloubky

Již nevrátí se více.

Dokonáno jest. – Jen rakev

A pohřební písně.

Jiskra už dohasíná,

Sem moje housle, sem!

Ještě jednou zahrát si do tance,

Nebesům na usmířenou.
(překlad: Petr Hlaváček)

### Knižní publikace
- Gedichte – Dresden, E. Pierson 1900. V, 110 stran
- Ich bin [básně] – Berlin, F. Wunder 1903. 62 stran
- Blanche. Des Affen Jogo Liebe und Hochzeit. Liebesgeschichten – Berlin, Verlag Weber-Haus 1911. 85 stran
- Der Empfangstag. Novelle – Berlin, Verlag Weber-Haus 1911. 60 stran
- Abraham Abt. Das Buch der Felsen/Das Buch der Herberge/Das Buch des Gartens/ Das Buch der Sonnenuntergänge und der Sterne. Ein Roman. – Berlin-Wilmersdorf, A.R.Meyer 1912. 231 stran, opatřeno doslovem Anselma Ruesta
- Wenn unter uns ein Wandrer ist. Ausgewählte Gedichte. Z pozůstalosti vydal Anselm Ruest – Berlin-Wilmersdorf, A.R.Meyer Verlag (1912). 16 stran
- Der Tod und der Goldfisch – München, Heinrich F. S. Bachmair [1913]. 15 stran (Münchner Liebhaber-Drucke. 2.)
- Il Pantegan [povídka] – Berlin, Axel Juncker Verlag (1919). 75 stran

### Časopisecky vydané texty, texty na pokračování (výběr)

#### 1911
- Abend [báseň]
  - In: Die Aktion. Jg. 1, Nr. 1, 20. Februar 1911, Sp. 9
- Der Sarg des Riesen [povídka]
  - In: Die Aktion. Jg. 1, Nr. 6, 27. März 1911, Sp. 175-179
- Parklandschaft [báseň]
  - In: Die Aktion. Jg. 1, Nr. 8, 10. April 1911, Sp. 242
- Pfeiferglück [báseň]
  - In: Die Aktion. Jg. 1, Nr. 11, 1. Mai 1911, Sp. 338
- Der Alligator. Ein Missionsdrama in drei Geschehnissen [drama]
  - In: Die Aktion. Jg. 1, Nr. 13, 15. Mai 1911, Sp. 403-407
- Der Alligator. Ein Missionsdrama in drei Geschehnissen [drama]
  - In: Die Aktion. Jg. 1, Nr. 14, 22. Mai 1911, Sp. 436-440
- Der Alligator. Ein Missionsdrama in drei Geschehnissen [drama]
  - In: Die Aktion. Jg. 1, Nr. 15, 29. Mai 1911, Sp. 470-473
- In toten Tiefen [báseň]
  - In: Die Aktion. Jg. 1, Nr. 16, 5. Juni 1911, Sp. 497
- Reiterlied [píseň]
  - In: Die Aktion. Jg. 1, Nr. 17, 12. Juni 1911, Sp. 532
- Eine neue Hölderlinausgabe [recenze]
  - In: Die Aktion. Jg. 1, Nr. 17, 12. Juni 1911, Sp. 534-535
- Mein Tag [báseň]
  - In: Die Aktion. Jg. 1, Nr. 18, 19. Juni 1911, Sp. 553
- Weiss und Rot. [Von René Schickele] [recenze]
  - In: Die Aktion. Jg. 1, Nr. 19, 26. Juni 1911, Sp. 597-598
- Vermächtnis [báseň]
  - In: Die Aktion. Jg. 1, Nr. 19, 26. Juni 1911, Sp. 589
- Trüber Tag [báseň]
  - In: Die Aktion. Jg. 1, Nr. 20, 3. Juli 1911, Sp. 619
- Alfred Kerr [anketa]
  - In: Die Aktion. Jg. 1, Nr. 20, 3. Juli 1911, Sp. 619-620
- Bewegter Wald [báseň]
  - In: Die Aktion. Jg. 1, Nr. 21, 10. Juli 1911, Sp. 661
- Novalis [esej]
  - In: Die Aktion. Jg. 1, Nr. 22, 17. Juli 1911, Sp. 697-699
- in stillen Nachmittagen [báseň]
  - In: Die Aktion. Jg. 1, Nr. 23, 24. Juli 1911, Sp. 723
- Spiel der Fische [drama]
  - In: Die Aktion. Jg. 1, Nr. 25, 7. August 1911, Sp. 789-793
- Spiel der Fische [drama]
  - In: Die Aktion. Jg. 1, Nr. 26, 14. August 1911, Sp. 824-826
- Spiel der Fische [drama]
  - In: Die Aktion. Jg. 1, Nr. 27, 21. August 1911, Sp. 855-859
- Die Totenklage. [Výňatek z románu Abraham Abt]
  - In: Die Aktion. Jg. 1, Nr. 34, 9. Oktober 1911, Sp. 1075-1077
- Ein Brief [Franzi Pfemfertovi] [dopis]
  - In: Die Aktion. Jg. 1, Nr. 34, 9. Oktober 1911, Sp. 1077-1078
- Gedanken [aforismy]
  - In: Die Aktion. Jg. 1, Nr. 37, 30. Oktober 1911, Sp. 1168
- Wenn wieder ein Stern uns glüht [povídka]
  - In: Die Aktion. Jg. 1, Nr. 42, 4. Dezember 1911, Sp. 1329-1332

#### 1912
- Rattentanz [báseň]
  - In: Die Aktion. Jg. 2, Nr. 3, 15. Januar 1912, Sp. 79
- In den Lampen leuchten ... [báseň]
  - In: Die Aktion. Jg. 2, Nr. 25, 19. Juni 1912, Sp. 788-789

#### 1913
- Zur Psychologie des Hochverrats [esej]
  - In: Die Aktion. Jg. 3, Nr. 8, 19. Februar 1913, Sp. 229-233
- Ball Bullier [Gedicht]
  - In: Ballhaus. Ein lyrisches Flugblatt. Berlin-Wilmersdorf: A. R. Meyer, 1913, S. 6-7
- Sonntagsruhe [báseň]
  - In: Der Mistral. Eine lyrische Anthologie. Hrsg. v. Alfred Richard Meyer. Berlin-Wilmersdorf: Paul Knorr, 1913 (Die Bücherei Maiandros. IV.-V. Buch), S. 20

#### 1914
- Begraben [báseň]
  - In: Die Aktion. Jg. 4, Nr. 1, 3. Januar 1914, Sp. 9
- Nächte [báseň]
  - In: Die Aktion. Jg. 4, Nr. 2, 10. Januar 1914, Sp. 36
- Die Wege der Frauen [báseň]
  - In: Die Aktion. Jg. 4, Nr. 15, 11. April 1914, Sp. 316
- Verfall [báseň]
  - In: Die Bücherei Maiandros, Beiblatt, 1. Mai 1914, S. 11-12

#### 1919
- Das Gericht [báseň]
  - In: Deutsche Dichter aus Prag. Ein Sammelbuch. Hrsg. v. Oskar Wiener. Wien; Leipzig: Verlag von Ed. Strache, 1919, S. 121-123
- Pfeiferglück [báseň]
  - In: Deutsche Dichter aus Prag. Ein Sammelbuch. Hrsg. v. Oskar Wiener. Wien; Leipzig: Verlag von Ed. Strache, 1919, S. 123-124
- Die letzte Ehre [báseň]
  - In: Deutsche Dichter aus Prag. Ein Sammelbuch. Hrsg. v. Oskar Wiener. Wien; Leipzig: Verlag von Ed. Strache, 1919, S. 124-125
- Kynegetikos. Fragmente zur Psychologie der Jagd [próza]
  - In: Der Einzige. Jg. 1, Nr. 7, 2. März 1919, S. 76-78
- Ein Schlusskapitel zur Moralgeschichte [próza]
  - In: Der Einzige. Jg. 1, Nr. 27/28, 1. November 1919, S. 321-322

### Sebrané spisy
- Il Pantegan. Abraham Abt. Prosa. Vydal Hartmut Geerken. – München, Edition Text und Kritik 1984. 307 S. 8° (Frühe Texte der Moderne.)